# Parafia Wniebowzięcia Najświętszej Maryi Panny w Zebrzydowicach
Parafia Wniebowzięcia Najświętszej Maryi Panny w Zebrzydowicach – parafia rzymskokatolicka należąca do dekanatu Strumień diecezji bielsko-żywieckiej. 
W 2005 do parafii należało ponad 4400 katolików będących mieszkańcami Zebrzydowic.
W sprawozdaniu z poboru świętopietrza z 1335 w diecezji wrocławskiej na rzecz papiestwa sporządzonego przez nuncjusza papieskiego Galharda z Cahors wśród 10 parafii archiprezbiteratu w Cieszynie wymieniona jest parafia w miejscowości Sifridi, czyli Zebrzydowice. Po raz kolejny wymieniona został w podobnym sprawozdaniu Mikołaja Wolffa w 1447.